# 凯迈什
凯迈什，是匈牙利巴兰尼亚州所辖的一个村。总面积6.89平方公里，总人口513，人口密度74.5人/平方公里（2011年1月1日）。